# Лі Джексон
Лі Дже́ксон (англ. Lee Jackson), справжнє ім'я Во́ррен Джордж Га́рдінг Лі (англ. Warren George Harding Lee; 18 серпня 1921, Гілл, Аризона — 1 липня 1979, Чикаго, Іллінойс) — американський блюзовий співак, гітарист і автор пісень.

## Біографія
Воррен Джордж Гардінг Лі народився 18 серпня 1921 року в Гіллі (округ Лі), Аризона. Племінник Альфа Боннера.
Акомпанував Дж. Б. Хатто на його записах для лейблів Testament і Delmark, взяв участь у 10 записах Рузвельта Сайкса (включаючи Sings the Blues). 1957 року записав свій дебютний сингл «Fishin' in My Pond»/«I'll Just Keep Walkin'» на лейблі Cobra. На цих сесіях йому акомпанували Біг Волтер Гортон (губна гармоніка), Гарольд Ешбі (тенор-саксофон), Санніленд Слім та Лафаєтт Лік (обидва — фортепіано), Джиммі Роджерс та Отіс Раш (обидва гітара), Віллі Діксон (контрабас), Оді Пейн (ударні) та інші. Потім записав «Christmas Song» на Bea & Baby з The Cadillac Baby Specials. За ним вийшов «Pleading for Love»/«Juanita» (Key Hole, 1961). 7 січня 1964 року як сесійний музикант взяв участь у записі альбому Гоумсіка Джеймса Blues on the South Side (1965) на лейблі Prestige. 1966 року взяв участь у записі альбомів Джонні Шайнса Masters of Modern Blues Vol. 1 і Дж. Б. Хатто Masters of Modern Blues Vol. 2 на Testament. Записувася з Хаунд-Догом Тейлором (1967). Також акомпанував Гатто на його класичному альбомі Hawk Squat (Delmark, 1969).
У 1973 році записав свій дебютний (і єдиний) студійний альбом Lonely Girl на лейблі BluesWay і взяв участь у записі альбому-компіляції I Didn't Give A Damn If Whites Bought It! — The Ralph Bass Session Vol. 5 Ральфа Басса. 1970 року поїхав на гастролі в Європу у складі гурту Віллі Діксона Chicago Blues All-Stars (після того, як Джонні Шайнс залишив гурт). 16 листопада 1970 року в рамках фестивалю виконав «Juanita» і «Came Home This Morning» у Франкфурті (Німеччина). У березні 1977 року взяв участь у записі альбому Санніленда Сліма Smile on My Face (вийшов у 1999 на Delmark), на якому співав три пісні «Hard Luck Blues» (інша назва «I'll Just Keep Walkin'»), «Juanita» і «Lonely Girl».
Загинув 1 липня 1979 року у віці 57 років, коли був убитий під час домашньої сварки в Чикаго, Іллінойс.

## Дискографія

### Альбоми
- Lonely Girl (BluesWay, 1974)

### Сингли
- «Fishin' in My Pond»/«I'll Just Keep Walkin'» (Cobra, 1957)
- «Christmas Song» (Bea & Baby, 195?) з The Cadillac Baby Specials
- «Pleading for Love»/«Juanita» (Key Hole, 1961)

### Збірки
- American Folk Blues Festival '70 (Scout, 1971)